# Vincent Ruguga
Vincent Ruguga (ur. 12 grudnia 1959) – ugandyjski lekkoatleta, maratończyk, uczestnik Letnich Igrzysk Olimpijskich 1984 i Letnich Igrzysk Olimpijskich 1988.
W Los Angeles i w Seulu, reprezentował swój kraj w maratonie. Podczas tych pierwszych, Ruguga zajął 29. miejsce (jego wynik to 2:17:54), zaś w Seulu już nie powtórzył sukcesu sprzed czterech lat; zajął 63. miejsce (uzyskał wynik 2:31:04).
W 1987 roku został mistrzem Ugandy w maratonie (uzyskawszy czas 2:26:40).

## Rekordy życiowe
| Dystans | Wynik (s) | Data |
| ------- | --------- | ---- |
| maraton | 2:17:46   | 1990 |